# Fritz Kühnlenz
Fritz Kühnlenz (* 11. Mai 1906 in Weimar; † 8. Mai 1975 ebenda) war ein deutscher Jurist und Schriftsteller.

## Leben und Werk
Fritz Kühnlenz entstammte einer Weimarer Kaufmannsfamilie. Sein Vater Oskar Kühnlenz war Biergroßhändler mit dem Firmensitz Schubertstraße 34 in Weimar. Fritz Kühnlenz promovierte 1930 an der Universität Jena zum Dr. jur. mit einer Dissertation unter dem Titel Das Gesellschaftsvermögen einer zweigliedrigen offenen Handelsgesellschaft bei Übernahme des Geschäfts durch einen Gesellschafter.
Seine Werke lassen klar die Präferenz zu seiner Heimat Thüringen erkennen. Er verfasste regionalgeschichtliche und kulturhistorische Schriften. Einige davon sind entweder aus seinem Nachlass erschienen, zumindest aber posthum. Seine Werke waren so gefragt, dass es öfters Mehrauflagen gab, was in der DDR nicht oft der Fall war. Aber auch in der Nachwendezeit gibt es weiterhin Nachdrucke.
In der Zeit des Nationalsozialismus, die er in Weimar erlebte, verfasste er ein (nicht oder noch nicht) veröffentlichtes Tagebuch, welches bis 1953 reicht. Die Bombardierung Weimars 1945 erlebte er im Bunker des Hasenwäldchens. Teile des Tagebuchs wurden in Christian Handwercks Reportage Weimar im Bombenkrieg verwendet. Handwerck ist demnach Kühnlenzes Enkel.

## Werke (Auswahl)
- Ilmwanderungen mit Goethe: Thüringens Fluß in Dichters Welt und Werk. Prisma Verlag, 2. Aufl. Leipzig 1960. (Erstaufl. 1959)
- Burgenfahrten im Saaletal. Greifenverlag, 3. Auflage Rudolstadt 1969. (Erstaufl. 1964)
- Eisenacher Porträts. Von Männern und Frauen, die der Wartburgstadt das Gesicht gaben. Greifenverlag, Rudolstadt 1967.
- Weimar. Tourist-Verlag, Berlin 1979.
- Schiller in Thüringen: Stätten seines Lebens und Wirkens. Neue und verbesserte Aufl. Greifenverlag, Rudolstadt 1984.

- Erlebtes Weimar: Heimatgeschichtliche Wanderungen durch die Goethe- und Schiller-Stadt. Greifenverlag, Rudolstadt 2. Aufl. 1968.
- Weimarer Porträts: Männer und Frauen um Goethe und Schiller. Greifenverlag, Rudolstadt 5. Aufl. 1975.
- Städte und Burgen an der Unstrut: Heimatgeschichtliche Wanderungen am Thüringer Fluß. VEB Greifenverlag, Rudolstadt 2. verbesserte Aufl. 1965.
- Pillnitzer Skizzen: Wanderungen im Umkreis eines berühmten Schlosses. Greifenverlag, Rudolstadt 1970.
- Durchs Tal der Wilden Gera: Heimatgeschichtliche Wanderungen zwischen Thüringer Wald und Unstrut. Greifenverlag, Rudolstadt 2. Aufl. 1971.
- Erlebnisse an der Werra: Heimatgeschichtliche Wanderungen. Greifenverlag, Rudolstadt 1973.